# Cefalosporina

As cefalosporinas constituem um grupo de antibióticos beta-lactâmicos por terem em sua estrutura química um anel beta-lactâmico acoplado a um anel tiazolidínico. Originalmente derivadas do fungo Acremonium, anteriormente conhecido como "Cephalosporium". São utilizadas no tratamento de infecções bacterianas. São divididas em vários grupos (gerações) de acordo com seu espectro de ação.

## Indicações
As indicações terapêuticas estão relacionadas ao espectro de ação de cada geração de cefalosporinas. De forma geral, cada geração de cefalosporinas levou a um aumento a atividade contra bactérias gram-negativas e menor atividade contra bactérias gram-positivas.
- Pneumonia, excepto se por espécies resistentes.
- Infecções das vias biliares
- Infecções do tracto urinário (ITUs).
- Sinusite bacteriana.

## Mecanismo de acção
São agentes bactericidas por ocasionar a morte das bactérias susceptíveis. Como os demais antibióticos beta-lactâmicos (e.g. penicilinas), as cefalosporinas interferem na síntese da parede celular de peptidoglicano via inibição de enzimas envolvidas no processo de transpeptidação. 
Há resistência em algumas estirpes devido a disseminação de plasmídeos que codificam o gene da proteína beta-lactamase, que destroi o antibiótico antes que possa ter efeitos.

## Efeitos adversos
- Diarréia.
- Reacções alérgicas, com erupções na pele.
- Nefrotoxicidade.

## Interações
- Interações com o álcool: desacelera o metabolismo do álcool pelo corpo com consequente aumento dos níveis de acetaldeído. Tal aumento eventualmente provoca sintomas como nâusea, vômito, enrijecimento facial, dor de cabeça, dificuldade para respirar e dores no peito. Efeitos semelhantes ao do dissulfiram.[1]

## Membros do grupo
- Primeira geração: efectiva contra algumas espécies de Staphylococcus e Streptococcus (não são a primeira escolha). Também eficazes contra Escherichia coli, Klebsiella pneumoniae e Proteus mirabilis'. Mais ativas sobre bactérias Gram + do que as de 2ªgeração.
  - Cefazolina
  - Cefalotina
  - Cefapirina
  - Cefalexina
  - Cefradina
  - Cefadroxil

- Segunda geração: mais eficazes contra bactérias Gram-negativas, mais resistentes à beta-lactamase:
  - Cefamandol
  - Cefuroxima
  - Cefonicide
  - Ceforanide
  - Cefaclor
  - Cefprozil
  - Loracarbefe
  - Cefpodoxime
  - Cefotetam
  - Cefoxitina

- Terceira geração: muito eficazes contra Gram-negativas e Gram-positivas e em infecções hospitalares.
  - Ceftriaxona
  - Cefotaxima
  - Ceftizoxima
  - Ceftazidima
  - Cefoperazona
  - Ceftibuteno
  - Cefixima
  - Cefatamet

- Quarta geração: mesma actividade contra Gram-negativas, mas mais potentes para Gram-positivas do que os de terceira geração. Mais resistentes à degradação por beta-lactamase (mais eficazes contra estirpes parcialmente resistentes).
  - Cefepima
  - Cefpiroma

- Quinta geração
  - Ceftobiprole
  - Ceftaroline (disponível no Brasil)

## História
Foram isoladas de culturas de Cephalosporium acremonium de um esgoto na ilha italiana de Sardenha em 1948 pelo italiano Giuseppe Brotzu. Ele reparou que em cultura inibiam a Salmonella typhi (causadora da febre tifóide). O farmacêutico Eli Lilly lançou as primeiras cefalosporinas na década de 1960.